# Élections départementales de 2015 dans l'Oise
Les élections départementales ont lieu les 22 et 29 mars 2015.

## Contexte départemental

### Assemblée départementale sortante
Avant les élections, le conseil général de l'Oise est présidé par Yves Rome (PS). Il comprend 41 conseillers généraux issus des 41 cantons de l'Oise. Après le redécoupage cantonal de 2014, ce sont 42 conseillers départementaux qui seront élus au sein des 21 nouveaux cantons de l'Oise.
| Parti                             | Sigle | Sigle | Élus |
| --------------------------------- | ----- | ----- | ---- |
| Majorité (25 sièges)              |       |       |      |
| Parti socialiste                  |       | PS    | 19   |
| Parti radical de gauche           |       | PRG   | 3    |
| Parti communiste français         |       | PCF   | 2    |
| Divers gauche                     |       | DVG   | 1    |
| Opposition (16 sièges)            |       |       |      |
| Union pour un mouvement populaire |       | UMP   | 14   |
| Divers droite                     |       | DVD   | 2    |
| Président du conseil général      |       |       |      |
| Yves Rome (PS)                    |       |       |      |

### Assemblée départementale élue
| Parti                                  | Sigle | Sigle | Élus |
| -------------------------------------- | ----- | ----- | ---- |
| Majorité (30 sièges)                   |       |       |      |
| Union pour un mouvement populaire      |       | UMP   | 22   |
| Union des démocrates et indépendants   |       | UDI   | 2    |
| Divers droite                          |       | DVD   | 6    |
| Opposition de gauche (8 sièges)        |       |       |      |
| Parti socialiste                       |       | PS    | 4    |
| Parti communiste français              |       | PCF   | 4    |
| Opposition d'extrême droite (4 sièges) |       |       |      |
| Front national                         |       | FN    | 4    |
| Président du conseil départemental     |       |       |      |
| Édouard Courtial (UMP)                 |       |       |      |

## Résultats à l'échelle du département

### Résultats par nuances du ministère de l'Intérieur
Les nuances utilisées par le ministère de l'Intérieur ne tiennent pas compte des alliances locales.
| Binômes        | Binômes            | Premier tour | Premier tour | Second tour | Second tour | Sièges |
| Binômes        | Binômes            | Voix         | %            | Voix        | %           | Sièges |
| -------------- | ------------------ | ------------ | ------------ | ----------- | ----------- | ------ |
|                | Union de la droite | 82 262       | 29,97        | 111 666     | 42,42       | 30     |
|                | DVD                | 4 958        | 1,81         |             |             |        |
|                | DLF                | 1 594        | 0,58         |             |             |        |
|                | MoDem              | 987          | 0,36         |             |             |        |
| Droite         | Droite             | 89 801       | 32,72        | 111 666     | 42,42       | 30     |
|                |                    |              |              |             |             |        |
|                | FN                 | 96 386       | 35,11        | 109 182     | 41,48       | 4      |
|                | EXD                | 379          | 0,14         |             |             |        |
| Extrême droite | Extrême droite     | 96 765       | 35,25        | 109 182     | 41,48       | 4      |
|                |                    |              |              |             |             |        |
|                | Union de la gauche | 54 529       | 19,86        | 30 483      | 11,58       | 4      |
|                | DVG                | 32 053       | 11,68        | 11 879      | 4,51        | 4      |
| Gauche         | Gauche             | 86 582       | 31,54        | 42 362      | 16,09       | 8      |
|                |                    |              |              |             |             |        |
|                | EXG                | 811          | 0,30         |             |             |        |
|                |                    |              |              |             |             |        |
|                | Divers             | 550          | 0,20         |             |             |        |
|                |                    |              |              |             |             |        |
| Inscrits       | Inscrits           | 556 048      | 100,00       | 556 257     | 100,00      |        |
| Abstentions    | Abstentions        | 270 690      | 48,68        | 269 465     | 48,44       |        |
| Votants        | Votants            | 285 358      | 51,32        | 286 792     | 51,56       |        |
| Blancs         | Blancs             | 7 748        | 2,72         | 17 125      | 5,97        |        |
| Nuls           | Nuls               | 3 101        | 1,09         | 6 457       | 2,25        |        |
| Exprimés       | Exprimés           | 274 509      | 96,20        | 263 210     | 91,78       |        |

### Résultats par canton
| Canton                  | Conseiller sortant       | Parti                | Parti       | Conseiller élu         | Parti           | Parti           |
| ----------------------- | ------------------------ | -------------------- | ----------- | ---------------------- | --------------- | --------------- |
| Auneuil                 | Bruno Oguez*             |                      | UMP         | Canton supprimé        | Canton supprimé | Canton supprimé |
| Attichy                 | Lucien Degauchy*         |                      | UMP         | Canton supprimé        | Canton supprimé | Canton supprimé |
| Beauvais-Nord-Est       | Thibaud Viguier          |                      | PS          | Canton supprimé        | Canton supprimé | Canton supprimé |
| Beauvais-Nord-Ouest     | Georges Becquerelle*     |                      | PS          | Canton supprimé        | Canton supprimé | Canton supprimé |
| Beauvais-Sud-Ouest      | Sylvie Houssin           |                      | PS          | Canton supprimé        | Canton supprimé | Canton supprimé |
| Beauvais-1              | Canton créé              | Canton créé          | Canton créé | Brigitte Lefebvre      |                 | DVD             |
| Beauvais-1              | Canton créé              | Canton créé          | Canton créé | Charles Locquet        |                 | UMP             |
| Beauvais-2              | Canton créé              | Canton créé          | Canton créé | Nadège Lefebvre        |                 | UMP             |
| Beauvais-2              | Canton créé              | Canton créé          | Canton créé | Franck Pia             |                 | UDI             |
| Betz                    | Philippe Boulland*       |                      | UMP         | Canton supprimé        | Canton supprimé | Canton supprimé |
| Breteuil                | Jean Cauwel*             |                      | UMP         | Canton supprimé        | Canton supprimé | Canton supprimé |
| Chantilly               | Patrice Marchand         |                      | UMP         | Patrice Marchand       |                 | UMP             |
| Chantilly               | Patrice Marchand         | Nicole Ladurelle     | UMP         |                        | UMP             |                 |
| Chaumont-en-Vexin       | Gérard Lemaitre*         |                      | DVD         | Alain Letellier        |                 | UMP             |
| Chaumont-en-Vexin       | Gérard Lemaitre*         | Sophie Levesque      | DVD         |                        | UMP             |                 |
| Clermont                | André Vantomme           |                      | PS          | Édouard Courtial       |                 | UMP             |
| Clermont                | André Vantomme           | Ophélie Van-Elsuwe   | PS          |                        | UMP             |                 |
| Compiègne-Nord          | Éric de Valroger         |                      | UMP         | Canton supprimé        | Canton supprimé | Canton supprimé |
| Compiègne-Sud-Est       | Bertrand Brassens        |                      | PS          | Canton supprimé        | Canton supprimé | Canton supprimé |
| Compiègne-Sud-Ouest     | François Ferrieux*       |                      | PS          | Canton supprimé        | Canton supprimé | Canton supprimé |
| Compiègne-1             | Canton créé              | Canton créé          | Canton créé | Danielle Carlier       |                 | DVD             |
| Compiègne-1             | Canton créé              | Canton créé          | Canton créé | Éric de Valroger       |                 | UMP             |
| Compiègne-2             | Canton créé              | Canton créé          | Canton créé | Sandrine de Figueiredo |                 | UDI             |
| Compiègne-2             | Canton créé              | Canton créé          | Canton créé | Jean Desessart         |                 | UDI             |
| Le Coudray-Saint-Germer | Jean-Louis Aubry         |                      | PS          | Canton supprimé        | Canton supprimé | Canton supprimé |
| Creil-Nogent-sur-Oise   | Gérard Weyn              |                      | PS          | Canton supprimé        | Canton supprimé | Canton supprimé |
| Creil-Sud               | Jean-Claude Villemain    |                      | PS          | Canton supprimé        | Canton supprimé | Canton supprimé |
| Creil                   | Canton créé              | Canton créé          | Canton créé | Jean-Claude Villemain  |                 | PS              |
| Creil                   | Canton créé              | Canton créé          | Canton créé | Dominique Lavalette    |                 | PS              |
| Crépy-en-Valois         | Jérôme Furet             |                      | PS          | Béatrice Gouraud       |                 | FN              |
| Crépy-en-Valois         | Jérôme Furet             | Jean-Paul Letourneur | PS          |                        | FN              |                 |
| Crèvecœur-le-Grand      | André Coët*              |                      | UMP         | Canton supprimé        | Canton supprimé | Canton supprimé |
| Estrées-Saint-Denis     | Charles Pouplin          |                      | DVG         | Anais Dhamy            |                 | UMP             |
| Estrées-Saint-Denis     | Charles Pouplin          | Patrice Fontaine     | DVG         |                        | UMP             |                 |
| Formerie                | Gérard Decorde           |                      | UMP         | Canton supprimé        | Canton supprimé | Canton supprimé |
| Froissy                 | Alain Vasselle*          |                      | UMP         | Canton supprimé        | Canton supprimé | Canton supprimé |
| Grandvilliers           | Joël Patin*              |                      | PRG         | Martine Borgoo         |                 | DVD             |
| Grandvilliers           | Joël Patin*              | Gérard Decorde       | PRG         |                        | UMP             |                 |
| Guiscard                | Thibaut Delavenne*       |                      | PRG         | Canton supprimé        | Canton supprimé | Canton supprimé |
| Lassigny                | Thierry Frau             |                      | PS          | Canton supprimé        | Canton supprimé | Canton supprimé |
| Liancourt               | Roger Menn*              |                      | PS          | Canton supprimé        | Canton supprimé | Canton supprimé |
| Maignelay-Montigny      | Patrice Fontaine         |                      | UMP         | Canton supprimé        | Canton supprimé | Canton supprimé |
| Marseille-en-Beauvaisis | Daniel Bisschop*         |                      | DVD         | Canton supprimé        | Canton supprimé | Canton supprimé |
| Méru                    | Alain Letellier          |                      | UMP         | Ilham Alet             |                 | PS              |
| Méru                    | Alain Letellier          | Gérard Auger         | UMP         |                        | PS              |                 |
| Montataire              | Alain Blanchard          |                      | PCF         | Alain Blanchard        |                 | PCF             |
| Montataire              | Alain Blanchard          | Catherine Dailly     | PCF         |                        | PCF             |                 |
| Mouy                    | Anne-Claire Delafontaine |                      | PS          | Olivier Paccaud        |                 | UMP             |
| Mouy                    | Anne-Claire Delafontaine | Anne Fumery          | PS          |                        | DVD             |                 |
| Nanteuil-le-Haudouin    | Jean-Paul Douet          |                      | PS          | Nicole Colin           |                 | UMP             |
| Nanteuil-le-Haudouin    | Jean-Paul Douet          | Gilles Sellier       | PS          |                        | UMP             |                 |
| Neuilly-en-Thelle       | Gérard Auger             |                      | PS          | Canton supprimé        | Canton supprimé | Canton supprimé |
| Nivillers               | Yves Rome                |                      | PS          | Canton supprimé        | Canton supprimé | Canton supprimé |
| Noailles                | Jean-François Mancel*    |                      | UMP         | Canton supprimé        | Canton supprimé | Canton supprimé |
| Nogent-sur-Oise         | Canton créé              | Canton créé          | Canton créé | Christophe Dietrich    |                 | UMP             |
| Nogent-sur-Oise         | Canton créé              | Canton créé          | Canton créé | Gillian Roux           |                 | UMP             |
| Noyon                   | Patrick Deguise          |                      | PS          | Michel Guiniot         |                 | FN              |
| Noyon                   | Patrick Deguise          | Nathalie Jorand      | PS          |                        | FN              |                 |
| Pont-Sainte-Maxence     | Michel Delmas            |                      | PS          | Arnaud Dumontier       |                 | UMP             |
| Pont-Sainte-Maxence     | Michel Delmas            | Khristine Foyart     | PS          |                        | DVD             |                 |
| Ressons-sur-Matz        | Joseph Sanguinette*      |                      | PS          | Canton supprimé        | Canton supprimé | Canton supprimé |
| Ribécourt-Dreslincourt  | Hélène Balitout          |                      | PCF         | Canton supprimé        | Canton supprimé | Canton supprimé |
| Saint-Just-en-Chaussée  | Frans Desmedt            |                      | UMP         | Frans Desmedt          |                 | UMP             |
| Saint-Just-en-Chaussée  | Frans Desmedt            | Nicole Cordier       | UMP         |                        | DVD             |                 |
| Senlis                  | Jérôme Bascher           |                      | UMP         | Jérôme Bascher         |                 | UMP             |
| Senlis                  | Jérôme Bascher           | Corry Neau           | UMP         |                        | UMP             |                 |
| Songeons                | Roseline Pinel           |                      | PRG         | Canton supprimé        | Canton supprimé | Canton supprimé |
| Thourotte               | Canton créé              | Canton créé          | Canton créé | Hélène Balitout        |                 | PCF             |
| Thourotte               | Canton créé              | Canton créé          | Canton créé | Sébastien Nancel       |                 | DVG             |

*Conseillers généraux sortants ne se représentant pas

## Résultats par canton

### Canton de Beauvais-1
| Candidats            | Candidats                 | Partis      | Partis      | Premier tour | Premier tour | Second tour | Second tour |
| Candidats            | Candidats                 | Partis      | Partis      | Voix         | %            | Voix        | %           |
| -------------------- | ------------------------- | ----------- | ----------- | ------------ | ------------ | ----------- | ----------- |
| 1                    | Stéphanie Priou           |             | PS          | 2 524        | 19,92        |             |             |
| 1                    | Thibaud Viguier*          |             | PS          | 2 524        | 19,92        |             |             |
| 2                    | Brigitte Lefebvre         |             | DVD         | 3 769        | 29,74        | 7 499       | 63,2        |
| 2                    | Charles Locquet           |             | UMP         | 3 769        | 29,74        | 7 499       | 63,2        |
| 3                    | Sonia Guillemant          |             | LO          | 338          | 2,67         |             |             |
| 3                    | Philippe Mallard          |             | LO          | 338          | 2,67         |             |             |
| 4                    | Thierry Aury              |             | FG          | 1 705        | 13,45        |             |             |
| 4                    | Jacqueline Fontaine       |             | EÉLV        | 1 705        | 13,45        |             |             |
| 5                    | Basile Gorin              |             | MoDem       | 581          | 4,58         |             |             |
| 5                    | Priscille Nyaben Dikongue |             | MoDem       | 581          | 4,58         |             |             |
| 6                    | Stéphane Ballut           |             | FN          | 3 755        | 29,63        | 4 366       | 36,80       |
| 6                    | Sandrine Leroy            |             | FN          | 3 755        | 29,63        | 4 366       | 36,80       |
|                      |                           |             |             |              |              |             |             |
| Inscrits             | Inscrits                  | Inscrits    | Inscrits    | 25 662       | 100,00       | 25 662      | 100,00      |
| Abstentions          | Abstentions               | Abstentions | Abstentions | 12 461       | 48,56        | 12 384      | 48,26       |
| Votants              | Votants                   | Votants     | Votants     | 13 201       | 51,44        | 13 278      | 51,74       |
| Blancs               | Blancs                    | Blancs      | Blancs      | 351          | 2,66         | 978         | 7,37        |
| Nuls                 | Nuls                      | Nuls        | Nuls        | 178          | 1,35         | 435         | 3,28        |
| Exprimés             | Exprimés                  | Exprimés    | Exprimés    | 12 672       | 95,99        | 11 865      | 89,36       |
| * conseiller sortant |                           |             |             |              |              |             |             |

### Canton de Beauvais-2
| Candidats            | Candidats              | Partis      | Partis      | Premier tour | Premier tour | Second tour | Second tour |
| Candidats            | Candidats              | Partis      | Partis      | Voix         | %            | Voix        | %           |
| -------------------- | ---------------------- | ----------- | ----------- | ------------ | ------------ | ----------- | ----------- |
| 1                    | Nadège Lefebvre        |             | UMP         | 4 792        | 31,48        | 8 526       | 58,49       |
| 1                    | Franck Pia             |             | UDI         | 4 792        | 31,48        | 8 526       | 58,49       |
| 2                    | Marie Le Glou          |             | FG          | 1 150        | 7,56         |             |             |
| 2                    | Gérard Vieubled        |             | FG          | 1 150        | 7,56         |             |             |
| 3                    | Jean-Louis Aubry*      |             | PS          | 2 998        | 19,70        |             |             |
| 3                    | Sylvie Houssin*        |             | PS          | 2 998        | 19,70        |             |             |
| 4                    | Thomas Joly            |             | PDF         | 379          | 2,49         |             |             |
| 4                    | Monique Thierry        |             | PDF         | 379          | 2,49         |             |             |
| 5                    | Sebastien Chenu        |             | FN          | 5 124        | 33,67        | 6 052       | 41,51       |
| 5                    | Florence Italiani      |             | FN          | 5 124        | 33,67        | 6 052       | 41,51       |
| 6                    | Michel Ramel           |             | DLF         | 304          | 2,00         |             |             |
| 6                    | Isabelle Tenart        |             | DLF         | 304          | 2,00         |             |             |
| 7                    | Jean-Philippe Fruitier |             | LO          | 473          | 3,11         |             |             |
| 7                    | Renée Potchtovik       |             | LO          | 473          | 3,11         |             |             |
|                      |                        |             |             |              |              |             |             |
| Inscrits             | Inscrits               | Inscrits    | Inscrits    | 30 673       | 100,00       | 30 673      | 100,00      |
| Abstentions          | Abstentions            | Abstentions | Abstentions | 14 804       | 48,26        | 14 611      | 47,63       |
| Votants              | Votants                | Votants     | Votants     | 15 869       | 51,74        | 16 062      | 52,37       |
| Blancs               | Blancs                 | Blancs      | Blancs      | 486          | 3,06         | 1 008       | 6,28        |
| Nuls                 | Nuls                   | Nuls        | Nuls        | 163          | 1,03         | 476         | 2,96        |
| Exprimés             | Exprimés               | Exprimés    | Exprimés    | 15 220       | 95,91        | 14 578      | 90,76       |
| * conseiller sortant |                        |             |             |              |              |             |             |

### Canton de Chantilly
| Candidats   | Candidats                | Partis      | Partis      | Premier tour | Premier tour | Second tour | Second tour |
| Candidats   | Candidats                | Partis      | Partis      | Voix         | %            | Voix        | %           |
| ----------- | ------------------------ | ----------- | ----------- | ------------ | ------------ | ----------- | ----------- |
| 1           | Pierre-Étienne Bouchet   |             | PS          | 1 592        | 11,09        |             |             |
| 1           | Marie-Mercédès Vinuesa   |             | PS          | 1 592        | 11,09        |             |             |
| 2           | Isabelle Domenech        |             | FG          | 1 506        | 10,49        |             |             |
| 2           | Jean-Michel Robert       |             | FG          | 1 506        | 10,49        |             |             |
| 3           | Nathalie Henoux-Deshayes |             | DLF         | 548          | 3,82         |             |             |
| 3           | Florient Tryoën          |             | DLF         | 548          | 3,82         |             |             |
| 4           | Anne-Marie Assier        |             | FN          | 3 886        | 27,06        | 3 836       | 29,16       |
| 4           | Charles Hourcade         |             | FN          | 3 886        | 27,06        | 3 836       | 29,16       |
| 5           | Nicole Ladurelle         |             | UMP         | 6 829        | 47,55        | 9 318       | 70,84       |
| 5           | Patrice Marchand         |             | UMP         | 6 829        | 47,55        | 9 318       | 70,84       |
|             |                          |             |             |              |              |             |             |
| Inscrits    | Inscrits                 | Inscrits    | Inscrits    | 30 795       | 100,00       | 30 796      | 100,00      |
| Abstentions | Abstentions              | Abstentions | Abstentions | 15 988       | 51,92        | 16 610      | 53,94       |
| Votants     | Votants                  | Votants     | Votants     | 14 807       | 48,08        | 14 186      | 46,06       |
| Blancs      | Blancs                   | Blancs      | Blancs      | 295          | 1,99         | 765         | 5,39        |
| Nuls        | Nuls                     | Nuls        | Nuls        | 151          | 1,02         | 267         | 1,88        |
| Exprimés    | Exprimés                 | Exprimés    | Exprimés    | 14 361       | 96,99        | 13 154      | 92,73       |

### Canton de Chaumont-en-Vexin
| Candidats            | Candidats         | Partis      | Partis      | Premier tour | Premier tour | Second tour | Second tour |
| Candidats            | Candidats         | Partis      | Partis      | Voix         | %            | Voix        | %           |
| -------------------- | ----------------- | ----------- | ----------- | ------------ | ------------ | ----------- | ----------- |
| 1                    | Alain Letellier*  |             | UMP         | 5 756        | 35,17        | 9 128       | 57,12       |
| 1                    | Sophie Levesque   |             | UMP         | 5 756        | 35,17        | 9 128       | 57,12       |
| 2                    | Chantal Gouin     |             | FG          | 1 767        | 10,80        |             |             |
| 2                    | Luc Naudin        |             | FG          | 1 767        | 10,80        |             |             |
| 3                    | Francine Patoux   |             | PS          | 2 175        | 13,29        |             |             |
| 3                    | Olivier Weiss     |             | PS          | 2 175        | 13,29        |             |             |
| 4                    | Amandine Fresse   |             | FN          | 6 670        | 40,75        | 6 852       | 42,88       |
| 4                    | Laurent Hadzamann |             | FN          | 6 670        | 40,75        | 6 852       | 42,88       |
|                      |                   |             |             |              |              |             |             |
| Inscrits             | Inscrits          | Inscrits    | Inscrits    | 32 797       | 100,00       | 32 798      | 100,00      |
| Abstentions          | Abstentions       | Abstentions | Abstentions | 15 706       | 47,89        | 15 548      | 47,41       |
| Votants              | Votants           | Votants     | Votants     | 17 091       | 52,11        | 17 250      | 52,59       |
| Blancs               | Blancs            | Blancs      | Blancs      | 517          | 3,02         | 948         | 5,5         |
| Nuls                 | Nuls              | Nuls        | Nuls        | 206          | 1,21         | 322         | 1,87        |
| Exprimés             | Exprimés          | Exprimés    | Exprimés    | 16 368       | 95,77        | 15 980      | 92,64       |
| * conseiller sortant |                   |             |             |              |              |             |             |

### Canton de Clermont
| Candidats            | Candidats             | Partis      | Partis      | Premier tour | Premier tour | Second tour | Second tour |
| Candidats            | Candidats             | Partis      | Partis      | Voix         | %            | Voix        | %           |
| -------------------- | --------------------- | ----------- | ----------- | ------------ | ------------ | ----------- | ----------- |
| 1                    | Céline Alfred         |             | ND          | 221          | 1,59         |             |             |
| 1                    | Djamal Benkherouf     |             | ND          | 221          | 1,59         |             |             |
| 2                    | Édouard Courtial      |             | UMP         | 4 877        | 35,18        | 5 782       | 41,15       |
| 2                    | Ophélie Van-Elsuwe    |             | UMP         | 4 877        | 35,18        | 5 782       | 41,15       |
| 3                    | Valérie Domisse       |             | FN          | 4 100        | 29,57        | 4 136       | 29,43       |
| 3                    | Philippe Lambilliotte |             | FN          | 4 100        | 29,57        | 4 136       | 29,43       |
| 4                    | Caroline Besse        |             | FG          | 1 399        | 10,09        |             |             |
| 4                    | Loïc Pen              |             | FG          | 1 399        | 10,09        |             |             |
| 5                    | Valérie Menn          |             | PS          | 3 267        | 23,56        | 4 134       | 29,42       |
| 5                    | André Vantomme*       |             | PS          | 3 267        | 23,56        | 4 134       | 29,42       |
|                      |                       |             |             |              |              |             |             |
| Inscrits             | Inscrits              | Inscrits    | Inscrits    | 25 756       | 100,00       | 25 811      | 100,00      |
| Abstentions          | Abstentions           | Abstentions | Abstentions | 11 381       | 44,19        | 11 288      | 43,73       |
| Votants              | Votants               | Votants     | Votants     | 14 375       | 55,81        | 14 523      | 56,27       |
| Blancs               | Blancs                | Blancs      | Blancs      | 359          | 2,5          | 322         | 2,22        |
| Nuls                 | Nuls                  | Nuls        | Nuls        | 152          | 1,06         | 149         | 1,03        |
| Exprimés             | Exprimés              | Exprimés    | Exprimés    | 13 864       | 96,45        | 14 052      | 96,76       |
| * conseiller sortant |                       |             |             |              |              |             |             |

### Canton de Compiègne-1
| Candidats   | Candidats        | Partis      | Partis      | Premier tour | Premier tour | Second tour | Second tour |
| Candidats   | Candidats        | Partis      | Partis      | Voix         | %            | Voix        | %           |
| ----------- | ---------------- | ----------- | ----------- | ------------ | ------------ | ----------- | ----------- |
| 1           | Danielle Carlier |             | DVD         | 5 712        | 41,88        | 8 768       | 67,74       |
| 1           | Éric de Valroger |             | UMP         | 5 712        | 41,88        | 8 768       | 67,74       |
| 2           | Didier Fourot    |             | FN          | 3 944        | 28,92        | 4 175       | 32,26       |
| 2           | Christiane Nigay |             | FN          | 3 944        | 28,92        | 4 175       | 32,26       |
| 3           | Xavier Gérard    |             | PS          | 1 970        | 14,44        |             |             |
| 3           | Dilvin Yuksel    |             | PS          | 1 970        | 14,44        |             |             |
| 4           | Patrice Ellero   |             | SE          | 550          | 4,03         |             |             |
| 4           | Corinne Tournoux |             | SE          | 550          | 4,03         |             |             |
| 5           | Élisabeth Fedasz |             | FG          | 1 463        | 10,73        |             |             |
| 5           | Bruno Guillemin  |             | FG          | 1 463        | 10,73        |             |             |
|             |                  |             |             |              |              |             |             |
| Inscrits    | Inscrits         | Inscrits    | Inscrits    | 28 041       | 100,00       | 28 043      | 100,00      |
| Abstentions | Abstentions      | Abstentions | Abstentions | 13 921       | 49,65        | 13 994      | 49,9        |
| Votants     | Votants          | Votants     | Votants     | 14 120       | 50,35        | 14 049      | 50,1        |
| Blancs      | Blancs           | Blancs      | Blancs      | 370          | 2,62         | 792         | 5,64        |
| Nuls        | Nuls             | Nuls        | Nuls        | 111          | 0,79         | 314         | 2,24        |
| Exprimés    | Exprimés         | Exprimés    | Exprimés    | 13 639       | 96,59        | 12 943      | 92,13       |

### Canton de Compiègne-2
| Candidats            | Candidats                 | Partis      | Partis      | Premier tour | Premier tour | Second tour | Second tour |
| Candidats            | Candidats                 | Partis      | Partis      | Voix         | %            | Voix        | %           |
| -------------------- | ------------------------- | ----------- | ----------- | ------------ | ------------ | ----------- | ----------- |
| 1                    | Bertrand Brassens*        |             | PS          | 3 419        | 24,62        |             |             |
| 1                    | Pascaline Caron           |             | PS          | 3 419        | 24,62        |             |             |
| 2                    | Jean-Marc Branche         |             | FN          | 4 470        | 32,19        | 5 217       | 39,42       |
| 2                    | Patricia Renoult          |             | FN          | 4 470        | 32,19        | 5 217       | 39,42       |
| 3                    | Marc-Antoine Brekiesz     |             | DVD         | 991          | 7,14         |             |             |
| 3                    | Marie-Françoise Cassan    |             | DVD         | 991          | 7,14         |             |             |
| 4                    | Paul Crubillé             |             | E!          | 956          | 6,89         |             |             |
| 4                    | Marie-Christine Guillemin |             | E!          | 956          | 6,89         |             |             |
| 5                    | Sandrine de Figueiredo    |             | UDI         | 3 644        | 26,24        | 8 017       | 60,58       |
| 5                    | Jean Desessart            |             | UDI         | 3 644        | 26,24        | 8 017       | 60,58       |
| 6                    | Sylvie Calohard           |             | ND          | 405          | 2,92         |             |             |
| 6                    | Marc Sanchez              |             | ND          | 405          | 2,92         |             |             |
|                      |                           |             |             |              |              |             |             |
| Inscrits             | Inscrits                  | Inscrits    | Inscrits    | 30 534       | 100,00       | 30 534      | 100,00      |
| Abstentions          | Abstentions               | Abstentions | Abstentions | 16 059       | 52,59        | 15 929      | 52,17       |
| Votants              | Votants                   | Votants     | Votants     | 14 475       | 47,41        | 14 605      | 47,83       |
| Blancs               | Blancs                    | Blancs      | Blancs      | 413          | 2,85         | 1 032       | 7,07        |
| Nuls                 | Nuls                      | Nuls        | Nuls        | 177          | 1,22         | 339         | 2,32        |
| Exprimés             | Exprimés                  | Exprimés    | Exprimés    | 13 885       | 95,92        | 13 234      | 90,61       |
| * conseiller sortant |                           |             |             |              |              |             |             |

### Canton de Creil
| Candidats   | Candidats             | Partis      | Partis      | Premier tour | Premier tour | Second tour | Second tour |
| Candidats   | Candidats             | Partis      | Partis      | Voix         | %            | Voix        | %           |
| ----------- | --------------------- | ----------- | ----------- | ------------ | ------------ | ----------- | ----------- |
| 1           | Dominique Lavalette   |             | PS          | 2 162        | 27,23        | 4 526       | 59,06       |
| 1           | Jean-Claude Villemain |             | PS          | 2 162        | 27,23        | 4 526       | 59,06       |
| 2           | Hicham Boulhamane     |             | DVG         | 1 574        | 19,83        |             |             |
| 2           | Isabelle Maupin       |             | DVG         | 1 574        | 19,83        |             |             |
| 3           | Sylvie Duchatelle     |             | UMP         | 1 590        | 20,03        |             |             |
| 3           | Michaël Sertain       |             | UMP         | 1 590        | 20,03        |             |             |
| 4           | Lidia Bongiorno       |             | EÉLV        | 467          | 5,88         |             |             |
| 4           | Thierry Brochot       |             | EÉLV        | 467          | 5,88         |             |             |
| 5           | Nathalie Calcagno     |             | FN          | 2 146        | 27,03        | 3 138       | 40,94       |
| 5           | Guy Monnoyeur         |             | FN          | 2 146        | 27,03        | 3 138       | 40,94       |
|             |                       |             |             |              |              |             |             |
| Inscrits    | Inscrits              | Inscrits    | Inscrits    | 19 153       | 100,00       | 19 152      | 100,00      |
| Abstentions | Abstentions           | Abstentions | Abstentions | 10 973       | 57,29        | 10 792      | 56,35       |
| Votants     | Votants               | Votants     | Votants     | 8 180        | 42,71        | 8 360       | 43,65       |
| Blancs      | Blancs                | Blancs      | Blancs      | 152          | 1,86         | 494         | 5,91        |
| Nuls        | Nuls                  | Nuls        | Nuls        | 89           | 1,09         | 202         | 2,42        |
| Exprimés    | Exprimés              | Exprimés    | Exprimés    | 7 939        | 97,05        | 7 664       | 91,67       |

### Canton de Crépy-en-Valois
| Candidats            | Candidats                | Partis      | Partis      | Premier tour | Premier tour | Second tour | Second tour |
| Candidats            | Candidats                | Partis      | Partis      | Voix         | %            | Voix        | %           |
| -------------------- | ------------------------ | ----------- | ----------- | ------------ | ------------ | ----------- | ----------- |
| 1                    | Anne Llagonne            |             | DVD         | 1 124        | 9,69         |             |             |
| 1                    | Jean-Luc Salmon          |             | DVD         | 1 124        | 9,69         |             |             |
| 2                    | Béatrice Gouraud         |             | FN          | 4 629        | 39,92        | 5 588       | 50,09       |
| 2                    | Jean-Paul Letourneur     |             | FN          | 4 629        | 39,92        | 5 588       | 50,09       |
| 3                    | Josy Carrel-Torlet       |             | UDI         | 2 115        | 18,24        |             |             |
| 3                    | Michel Houllier          |             | UMP         | 2 115        | 18,24        |             |             |
| 4                    | Jérôme Furet*            |             | PS          | 2 624        | 22,63        | 5 567       | 49,91       |
| 4                    | Marie-Pierre Witczak     |             | PS          | 2 624        | 22,63        | 5 567       | 49,91       |
| 5                    | Pierre-Marie Jumeaucourt |             | FG          | 1 104        | 9,52         |             |             |
| 5                    | Aurélie Sauvage          |             | FG          | 1 104        | 9,52         |             |             |
|                      |                          |             |             |              |              |             |             |
| Inscrits             | Inscrits                 | Inscrits    | Inscrits    | 24 740       | 100,00       | 24 761      | 100,00      |
| Abstentions          | Abstentions              | Abstentions | Abstentions | 12 660       | 51,17        | 12 483      | 50,41       |
| Votants              | Votants                  | Votants     | Votants     | 12 080       | 48,83        | 12 278      | 49,59       |
| Blancs               | Blancs                   | Blancs      | Blancs      | 355          | 2,94         | 863         | 7,03        |
| Nuls                 | Nuls                     | Nuls        | Nuls        | 129          | 1,07         | 260         | 2,12        |
| Exprimés             | Exprimés                 | Exprimés    | Exprimés    | 11 596       | 95,99        | 11 155      | 90,85       |
| * conseiller sortant |                          |             |             |              |              |             |             |

### Canton d'Estrées-Saint-Denis
| Candidats            | Candidats          | Partis      | Partis      | Premier tour | Premier tour | Second tour | Second tour |
| Candidats            | Candidats          | Partis      | Partis      | Voix         | %            | Voix        | %           |
| -------------------- | ------------------ | ----------- | ----------- | ------------ | ------------ | ----------- | ----------- |
| 1                    | Anais Dhamy        |             | UMP         | 4 288        | 26,29        | 7 900       | 53,12       |
| 1                    | Patrice Fontaine   |             | UMP         | 4 288        | 26,29        | 7 900       | 53,12       |
| 2                    | Stella Briesmalien |             | FN          | 6 166        | 37,81        | 6 973       | 46,88       |
| 2                    | Thierry Pincemin   |             | FN          | 6 166        | 37,81        | 6 973       | 46,88       |
| 3                    | Isabelle Granger   |             | PS          | 3 310        | 20,29        |             |             |
| 3                    | Charles Pouplin*   |             | PS          | 3 310        | 20,29        |             |             |
| 4                    | Luc Blanchard      |             | FG          | 1 169        | 7,17         |             |             |
| 4                    | Géraldine Minet    |             | FG          | 1 169        | 7,17         |             |             |
| 5                    | Isabelle Barthe    |             | DVD         | 1 377        | 8,44         |             |             |
| 5                    | Olivier de Baynast |             | DVD         | 1 377        | 8,44         |             |             |
|                      |                    |             |             |              |              |             |             |
| Inscrits             | Inscrits           | Inscrits    | Inscrits    | 30 637       | 100,00       | 30 584      | 100,00      |
| Abstentions          | Abstentions        | Abstentions | Abstentions | 13 689       | 44,68        | 14 137      | 46,22       |
| Votants              | Votants            | Votants     | Votants     | 16 948       | 55,32        | 16 447      | 53,78       |
| Blancs               | Blancs             | Blancs      | Blancs      | 470          | 2,77         | 1 168       | 7,1         |
| Nuls                 | Nuls               | Nuls        | Nuls        | 168          | 0,99         | 406         | 2,47        |
| Exprimés             | Exprimés           | Exprimés    | Exprimés    | 16 310       | 96,24        | 14 873      | 90,43       |
| * conseiller sortant |                    |             |             |              |              |             |             |

### Canton de Grandvilliers
| Candidats            | Candidats          | Partis      | Partis      | Premier tour | Premier tour | Second tour | Second tour |
| Candidats            | Candidats          | Partis      | Partis      | Voix         | %            | Voix        | %           |
| -------------------- | ------------------ | ----------- | ----------- | ------------ | ------------ | ----------- | ----------- |
| 1                    | Martine Borgoo     |             | DVD         | 5 683        | 34,08        | 8 399       | 52,32       |
| 1                    | Gérard Decorde     |             | UMP         | 5 683        | 34,08        | 8 399       | 52,32       |
| 2                    | Marie Dubut        |             | PS          | 3 192        | 19,14        |             |             |
| 2                    | Roseline Pinel*    |             | PS          | 3 192        | 19,14        |             |             |
| 3                    | Jean-Jacques Adoux |             | FN          | 6 837        | 41,00        | 7 653       | 47,68       |
| 3                    | Colette Hévin      |             | FN          | 6 837        | 41,00        | 7 653       | 47,68       |
| 4                    | Amélie Masurel     |             | FG          | 965          | 5,79         |             |             |
| 4                    | Jean Thuillier     |             | FG          | 965          | 5,79         |             |             |
|                      |                    |             |             |              |              |             |             |
| Inscrits             | Inscrits           | Inscrits    | Inscrits    | 30 103       | 100,00       | 30 104      | 100,00      |
| Abstentions          | Abstentions        | Abstentions | Abstentions | 12 689       | 42,15        | 12 619      | 41,92       |
| Votants              | Votants            | Votants     | Votants     | 17 414       | 57,85        | 17 485      | 58,08       |
| Blancs               | Blancs             | Blancs      | Blancs      | 536          | 3,08         | 1 064       | 6,09        |
| Nuls                 | Nuls               | Nuls        | Nuls        | 201          | 1,15         | 369         | 2,11        |
| Exprimés             | Exprimés           | Exprimés    | Exprimés    | 16 677       | 95,77        | 16 052      | 91,8        |
| * conseiller sortant |                    |             |             |              |              |             |             |

### Canton de Méru
| Candidats   | Candidats              | Partis      | Partis      | Premier tour | Premier tour | Second tour | Second tour |
| Candidats   | Candidats              | Partis      | Partis      | Voix         | %            | Voix        | %           |
| ----------- | ---------------------- | ----------- | ----------- | ------------ | ------------ | ----------- | ----------- |
| 1           | Ilham Alet             |             | PS          | 3 472        | 27,02        | 6 332       | 50,99       |
| 1           | Gérard Auger           |             | PS          | 3 472        | 27,02        | 6 332       | 50,99       |
| 2           | Alain Duclercq         |             | UDI         | 3 394        | 26,41        |             |             |
| 2           | Nicole Landon          |             | UMP         | 3 394        | 26,41        |             |             |
| 3           | Didier Dumont          |             | FG          | 1 136        | 8,84         |             |             |
| 3           | Isabelle Van Der Doodt |             | FG          | 1 136        | 8,84         |             |             |
| 4           | Marie-Christine Baudin |             | FN          | 4 847        | 37,72        | 6 087       | 49,01       |
| 4           | Nicolas Maguet         |             | FN          | 4 847        | 37,72        | 6 087       | 49,01       |
|             |                        |             |             |              |              |             |             |
| Inscrits    | Inscrits               | Inscrits    | Inscrits    | 29 203       | 100,00       | 29 295      | 100,00      |
| Abstentions | Abstentions            | Abstentions | Abstentions | 15 869       | 54,34        | 15 548      | 53,07       |
| Votants     | Votants                | Votants     | Votants     | 13 334       | 45,66        | 13 747      | 46,93       |
| Blancs      | Blancs                 | Blancs      | Blancs      | 333          | 2,5          | 934         | 6,79        |
| Nuls        | Nuls                   | Nuls        | Nuls        | 152          | 1,14         | 394         | 2,87        |
| Exprimés    | Exprimés               | Exprimés    | Exprimés    | 12 849       | 96,36        | 12 419      | 90,34       |

### Canton de Montataire
| Candidats            | Candidats               | Partis      | Partis      | Premier tour | Premier tour | Second tour | Second tour |
| Candidats            | Candidats               | Partis      | Partis      | Voix         | %            | Voix        | %           |
| -------------------- | ----------------------- | ----------- | ----------- | ------------ | ------------ | ----------- | ----------- |
| 1                    | Barbara Mlynarczyk      |             | PS          | 1 120        | 10,54        |             |             |
| 1                    | Azide Razack            |             | PS          | 1 120        | 10,54        |             |             |
| 2                    | Alain Blanchard*        |             | PCF         | 2 415        | 22,72        | 5 679       | 53,03       |
| 2                    | Catherine Dailly        |             | PCF         | 2 415        | 22,72        | 5 679       | 53,03       |
| 3                    | Denise Claustre         |             | FN          | 3 947        | 37,13        | 5 030       | 46,97       |
| 3                    | Stéphane Ricard         |             | FN          | 3 947        | 37,13        | 5 030       | 46,97       |
| 4                    | Anne-Sophie Badoual     |             | MoDem       | 406          | 3,82         |             |             |
| 4                    | Freddy Wattez           |             | MoDem       | 406          | 3,82         |             |             |
| 5                    | Jean-Luc Dion           |             | DVG         | 565          | 5,32         |             |             |
| 5                    | Samia Nidalha           |             | DVG         | 565          | 5,32         |             |             |
| 6                    | Patrick Corbel          |             | DVD         | 2 176        | 20,47        |             |             |
| 6                    | Marie-Christine Salmona |             | UMP         | 2 176        | 20,47        |             |             |
|                      |                         |             |             |              |              |             |             |
| Inscrits             | Inscrits                | Inscrits    | Inscrits    | 23 018       | 100,00       | 23 018      | 100,00      |
| Abstentions          | Abstentions             | Abstentions | Abstentions | 12 027       | 52,25        | 11 380      | 49,44       |
| Votants              | Votants                 | Votants     | Votants     | 10 991       | 47,75        | 11 638      | 50,56       |
| Blancs               | Blancs                  | Blancs      | Blancs      | 250          | 2,27         | 689         | 5,92        |
| Nuls                 | Nuls                    | Nuls        | Nuls        | 112          | 1,02         | 240         | 2,06        |
| Exprimés             | Exprimés                | Exprimés    | Exprimés    | 10 629       | 96,71        | 10 709      | 92,02       |
| * conseiller sortant |                         |             |             |              |              |             |             |

### Canton de Mouy
| Candidats            | Candidats                 | Partis      | Partis      | Premier tour | Premier tour | Second tour | Second tour |
| Candidats            | Candidats                 | Partis      | Partis      | Voix         | %            | Voix        | %           |
| -------------------- | ------------------------- | ----------- | ----------- | ------------ | ------------ | ----------- | ----------- |
| 1                    | Éric Berlamont            |             | DVG         | 256          | 1,66         |             |             |
| 1                    | Amélie Thomine            |             | DVG         | 256          | 1,66         |             |             |
| 2                    | Anne-Claire Delafontaine* |             | PS          | 4 141        | 26,91        | 4 561       | 28,63       |
| 2                    | Yves Rome*                |             | PS          | 4 141        | 26,91        | 4 561       | 28,63       |
| 3                    | Anne Fumery               |             | DVD         | 4 532        | 29,46        | 5 808       | 36,45       |
| 3                    | Olivier Paccaud           |             | UMP         | 4 532        | 29,46        | 5 808       | 36,45       |
| 4                    | Jacqueline Crepin         |             | FN          | 5 450        | 35,42        | 5 563       | 34,92       |
| 4                    | André Fouchard            |             | FN          | 5 450        | 35,42        | 5 563       | 34,92       |
| 5                    | Gilles Mettai             |             | EÉLV        | 1 007        | 6,54         |             |             |
| 5                    | Sylvie Pen                |             | EÉLV        | 1 007        | 6,54         |             |             |
|                      |                           |             |             |              |              |             |             |
| Inscrits             | Inscrits                  | Inscrits    | Inscrits    | 26 770       | 100,00       | 26 770      | 100,00      |
| Abstentions          | Abstentions               | Abstentions | Abstentions | 10 875       | 40,62        | 10 350      | 38,66       |
| Votants              | Votants                   | Votants     | Votants     | 15 895       | 59,38        | 16 420      | 61,34       |
| Blancs               | Blancs                    | Blancs      | Blancs      | 372          | 2,34         | 345         | 2,1         |
| Nuls                 | Nuls                      | Nuls        | Nuls        | 137          | 0,86         | 143         | 0,87        |
| Exprimés             | Exprimés                  | Exprimés    | Exprimés    | 15 386       | 96,8         | 15 932      | 97,03       |
| * conseiller sortant |                           |             |             |              |              |             |             |

### Canton de Nanteuil-le-Haudouin
| Candidats            | Candidats          | Partis      | Partis      | Premier tour | Premier tour | Second tour | Second tour |
| Candidats            | Candidats          | Partis      | Partis      | Voix         | %            | Voix        | %           |
| -------------------- | ------------------ | ----------- | ----------- | ------------ | ------------ | ----------- | ----------- |
| 1                    | Julien Bourlon     |             | FN          | 4 007        | 38,61        | 4 432       | 46,13       |
| 1                    | Sandra Tellier     |             | FN          | 4 007        | 38,61        | 4 432       | 46,13       |
| 2                    | Jean-Paul Douet*   |             | PS          | 2 440        | 23,51        |             |             |
| 2                    | Florence Housieaux |             | PS          | 2 440        | 23,51        |             |             |
| 3                    | Nicole Colin       |             | UMP         | 2 929        | 28,23        | 5 175       | 53,87       |
| 3                    | Gilles Sellier     |             | UMP         | 2 929        | 28,23        | 5 175       | 53,87       |
| 4                    | Roger Pierre       |             | FG          | 1 001        | 9,65         |             |             |
| 4                    | Nadine Tata        |             | FG          | 1 001        | 9,65         |             |             |
|                      |                    |             |             |              |              |             |             |
| Inscrits             | Inscrits           | Inscrits    | Inscrits    | 21 684       | 100,00       | 21 675      | 100,00      |
| Abstentions          | Abstentions        | Abstentions | Abstentions | 10 880       | 50,18        | 10 971      | 50,62       |
| Votants              | Votants            | Votants     | Votants     | 10 804       | 49,82        | 10 704      | 49,38       |
| Blancs               | Blancs             | Blancs      | Blancs      | 318          | 2,94         | 772         | 7,21        |
| Nuls                 | Nuls               | Nuls        | Nuls        | 109          | 1,01         | 325         | 3,04        |
| Exprimés             | Exprimés           | Exprimés    | Exprimés    | 10 377       | 96,05        | 9 607       | 89,75       |
| * conseiller sortant |                    |             |             |              |              |             |             |

### Canton de Nogent-sur-Oise
| Candidats            | Candidats              | Partis      | Partis      | Premier tour | Premier tour | Second tour | Second tour |
| Candidats            | Candidats              | Partis      | Partis      | Voix         | %            | Voix        | %           |
| -------------------- | ---------------------- | ----------- | ----------- | ------------ | ------------ | ----------- | ----------- |
| 1                    | Fabienne Becquemin     |             | FN          | 3 214        | 32,93        | 3 730       | 43,4        |
| 1                    | Claude Degave          |             | FN          | 3 214        | 32,93        | 3 730       | 43,4        |
| 2                    | Nisrine Boutdarine     |             | DVG         | 1 722        | 17,65        |             |             |
| 2                    | Jean-François Dardenne |             | DVG         | 1 722        | 17,65        |             |             |
| 3                    | Alain Boucher          |             | PCF         | 989          | 10,13        |             |             |
| 3                    | Nellie Rochex          |             | PCF         | 989          | 10,13        |             |             |
| 4                    | Florence Oger-Lefèvre  |             | PS          | 1 851        | 18,97        |             |             |
| 4                    | Gérard Weyn*           |             | PS          | 1 851        | 18,97        |             |             |
| 5                    | Christophe Dietrich    |             | UMP         | 1 983        | 20,32        | 4 865       | 56,6        |
| 5                    | Gillian Roux           |             | UMP         | 1 983        | 20,32        | 4 865       | 56,6        |
|                      |                        |             |             |              |              |             |             |
| Inscrits             | Inscrits               | Inscrits    | Inscrits    | 22 014       | 100,00       | 22 014      | 100,00      |
| Abstentions          | Abstentions            | Abstentions | Abstentions | 11 895       | 54,03        | 12 373      | 56,21       |
| Votants              | Votants                | Votants     | Votants     | 10 119       | 45,97        | 9 641       | 43,79       |
| Blancs               | Blancs                 | Blancs      | Blancs      | 240          | 2,37         | 741         | 7,69        |
| Nuls                 | Nuls                   | Nuls        | Nuls        | 120          | 1,19         | 305         | 3,16        |
| Exprimés             | Exprimés               | Exprimés    | Exprimés    | 9 759        | 96,44        | 8 595       | 89,15       |
| * conseiller sortant |                        |             |             |              |              |             |             |

### Canton de Noyon
| Candidats            | Candidats              | Partis      | Partis      | Premier tour | Premier tour | Second tour | Second tour |
| Candidats            | Candidats              | Partis      | Partis      | Voix         | %            | Voix        | %           |
| -------------------- | ---------------------- | ----------- | ----------- | ------------ | ------------ | ----------- | ----------- |
| 1                    | Madeleine Hardy        |             | EÉLV        | 579          | 5,23         |             |             |
| 1                    | Jean-Marie Le Gall     |             | EÉLV        | 579          | 5,23         |             |             |
| 2                    | Justine Donneley       |             | UMP         | 955          | 8,62         |             |             |
| 2                    | Maxime Durier          |             | UMP         | 955          | 8,62         |             |             |
| 3                    | Michel Guiniot         |             | FN          | 4 624        | 41,74        | 5 686       | 51,46       |
| 3                    | Nathalie Jorand        |             | FN          | 4 624        | 41,74        | 5 686       | 51,46       |
| 4                    | Sandrine Dauchelle     |             | DVD         | 1 466        | 13,23        |             |             |
| 4                    | Jacques Soufflet       |             | DVD         | 1 466        | 13,23        |             |             |
| 5                    | Patrick Deguise*       |             | PS          | 3 453        | 31,17        | 5 363       | 48,54       |
| 5                    | Caroline Duquenne-Horc |             | PS          | 3 453        | 31,17        | 5 363       | 48,54       |
|                      |                        |             |             |              |              |             |             |
| Inscrits             | Inscrits               | Inscrits    | Inscrits    | 22 004       | 100,00       | 22 003      | 100,00      |
| Abstentions          | Abstentions            | Abstentions | Abstentions | 10 418       | 47,35        | 9 813       | 44,6        |
| Votants              | Votants                | Votants     | Votants     | 11 586       | 52,65        | 12 190      | 55,4        |
| Blancs               | Blancs                 | Blancs      | Blancs      | 422          | 3,64         | 956         | 7,84        |
| Nuls                 | Nuls                   | Nuls        | Nuls        | 87           | 0,75         | 185         | 1,52        |
| Exprimés             | Exprimés               | Exprimés    | Exprimés    | 11 077       | 95,61        | 11 049      | 90,64       |
| * conseiller sortant |                        |             |             |              |              |             |             |

### Canton de Pont-Sainte-Maxence
| Candidats            | Candidats               | Partis      | Partis      | Premier tour | Premier tour | Second tour | Second tour |
| Candidats            | Candidats               | Partis      | Partis      | Voix         | %            | Voix        | %           |
| -------------------- | ----------------------- | ----------- | ----------- | ------------ | ------------ | ----------- | ----------- |
| 1                    | Hayat Bensaria-Govaerts |             | FG          | 787          | 7,04         |             |             |
| 1                    | Michel Roby             |             | FG          | 787          | 7,04         |             |             |
| 2                    | Valérie Bonnet          |             | FN          | 4 143        | 37,04        | 4 493       | 42,64       |
| 2                    | Reynald Rossignol       |             | FN          | 4 143        | 37,04        | 4 493       | 42,64       |
| 3                    | Michel Delmas*          |             | PS          | 2 440        | 21,81        |             |             |
| 3                    | Stéphanie Lozano        |             | PS          | 2 440        | 21,81        |             |             |
| 4                    | Arnaud Dumontier        |             | UMP         | 3 503        | 31,32        | 6 045       | 57,36       |
| 4                    | Khristine Foyart        |             | DVD         | 3 503        | 31,32        | 6 045       | 57,36       |
| 5                    | Daniel Bigorgne         |             | DLF         | 312          | 2,79         |             |             |
| 5                    | Anne-Laure Vanin        |             | DLF         | 312          | 2,79         |             |             |
|                      |                         |             |             |              |              |             |             |
| Inscrits             | Inscrits                | Inscrits    | Inscrits    | 22 286       | 100,00       | 22 385      | 100,00      |
| Abstentions          | Abstentions             | Abstentions | Abstentions | 10 699       | 48,01        | 10 857      | 48,5        |
| Votants              | Votants                 | Votants     | Votants     | 11 587       | 51,99        | 11 528      | 51,5        |
| Blancs               | Blancs                  | Blancs      | Blancs      | 297          | 2,56         | 741         | 6,43        |
| Nuls                 | Nuls                    | Nuls        | Nuls        | 105          | 0,91         | 249         | 2,16        |
| Exprimés             | Exprimés                | Exprimés    | Exprimés    | 11 185       | 96,53        | 10 538      | 91,41       |
| * conseiller sortant |                         |             |             |              |              |             |             |

### Canton de Saint-Just-en-Chaussée
| Candidats   | Candidats           | Partis      | Partis      | Premier tour | Premier tour | Second tour | Second tour |
| Candidats   | Candidats           | Partis      | Partis      | Voix         | %            | Voix        | %           |
| ----------- | ------------------- | ----------- | ----------- | ------------ | ------------ | ----------- | ----------- |
| 1           | Josiane Baeckelandt |             | PS          | 2 000        | 11,89        |             |             |
| 1           | Patrick Tacet       |             | PS          | 2 000        | 11,89        |             |             |
| 2           | Ludovic Guyot       |             | DLF         | 430          | 2,56         |             |             |
| 2           | Sandra Salomez      |             | DLF         | 430          | 2,56         |             |             |
| 3           | Nicole Cordier      |             | DVD         | 7 032        | 41,82        | 9 488       | 58,84       |
| 3           | Frans Desmedt       |             | UMP         | 7 032        | 41,82        | 9 488       | 58,84       |
| 4           | Michel Fontaine     |             | FG          | 1 271        | 7,56         |             |             |
| 4           | Marie-France Rein   |             | EÉLV        | 1 271        | 7,56         |             |             |
| 5           | Isabelle Mizzi      |             | FN          | 6 083        | 36,17        | 6 636       | 41,16       |
| 5           | Robert Pollet       |             | FN          | 6 083        | 36,17        | 6 636       | 41,16       |
|             |                     |             |             |              |              |             |             |
| Inscrits    | Inscrits            | Inscrits    | Inscrits    | 32 046       | 100,00       | 32 045      | 100,00      |
| Abstentions | Abstentions         | Abstentions | Abstentions | 14 457       | 45,11        | 14 454      | 45,11       |
| Votants     | Votants             | Votants     | Votants     | 17 589       | 54,89        | 17 591      | 54,89       |
| Blancs      | Blancs              | Blancs      | Blancs      | 539          | 3,06         | 1 025       | 5,83        |
| Nuls        | Nuls                | Nuls        | Nuls        | 234          | 1,33         | 442         | 2,51        |
| Exprimés    | Exprimés            | Exprimés    | Exprimés    | 16 816       | 95,61        | 16 124      | 91,66       |

### Canton de Senlis
| Candidats            | Candidats         | Partis      | Partis      | Premier tour | Premier tour | Second tour | Second tour |
| Candidats            | Candidats         | Partis      | Partis      | Voix         | %            | Voix        | %           |
| -------------------- | ----------------- | ----------- | ----------- | ------------ | ------------ | ----------- | ----------- |
| 1                    | Anne Moreuil      |             | FG          | 1 063        | 9,25         |             |             |
| 1                    | Serge Salomon     |             | FG          | 1 063        | 9,25         |             |             |
| 2                    | Jérôme Bascher*   |             | UMP         | 4 689        | 40,82        | 6 948       | 65,12       |
| 2                    | Corry Neau        |             | UMP         | 4 689        | 40,82        | 6 948       | 65,12       |
| 3                    | Jean-Marc Baron   |             | PS          | 2 036        | 17,72        |             |             |
| 3                    | Pascale Mathiault |             | PS          | 2 036        | 17,72        |             |             |
| 4                    | Fabrice Berly     |             | FN          | 3 699        | 32,20        | 3 722       | 34,88       |
| 4                    | Valérie Rouzic    |             | FN          | 3 699        | 32,20        | 3 722       | 34,88       |
|                      |                   |             |             |              |              |             |             |
| Inscrits             | Inscrits          | Inscrits    | Inscrits    | 24 035       | 100,00       | 24 037      | 100,00      |
| Abstentions          | Abstentions       | Abstentions | Abstentions | 12 106       | 50,37        | 12 380      | 51,5        |
| Votants              | Votants           | Votants     | Votants     | 11 929       | 49,63        | 11 657      | 48,5        |
| Blancs               | Blancs            | Blancs      | Blancs      | 304          | 2,55         | 744         | 6,38        |
| Nuls                 | Nuls              | Nuls        | Nuls        | 138          | 1,16         | 243         | 2,08        |
| Exprimés             | Exprimés          | Exprimés    | Exprimés    | 11 487       | 96,29        | 10 670      | 91,53       |
| * conseiller sortant |                   |             |             |              |              |             |             |

### Canton de Thourotte
| Candidats            | Candidats        | Partis      | Partis      | Premier tour | Premier tour | Second tour | Second tour |
| Candidats            | Candidats        | Partis      | Partis      | Voix         | %            | Voix        | %           |
| -------------------- | ---------------- | ----------- | ----------- | ------------ | ------------ | ----------- | ----------- |
| 1                    | Régis Bonnin     |             | FN          | 4 645        | 37,42        | 5 817       | 48,41       |
| 1                    | Christelle Simon |             | FN          | 4 645        | 37,42        | 5 817       | 48,41       |
| 2                    | Hélène Balitout* |             | PCF         | 3 411        | 27,48        | 6 200       | 51,59       |
| 2                    | Sébastien Nancel |             | DVG         | 3 411        | 27,48        | 6 200       | 51,59       |
| 3                    | Émile Dubrenat   |             | UMP         | 2 014        | 16,22        |             |             |
| 3                    | Carole Marais    |             | UDI         | 2 014        | 16,22        |             |             |
| 4                    | Thierry Frau*    |             | PS          | 2 343        | 18,88        |             |             |
| 4                    | Angela Oster     |             | PS          | 2 343        | 18,88        |             |             |
|                      |                  |             |             |              |              |             |             |
| Inscrits             | Inscrits         | Inscrits    | Inscrits    | 24 097       | 100,00       | 24 097      | 100,00      |
| Abstentions          | Abstentions      | Abstentions | Abstentions | 11 133       | 46,2         | 10 944      | 45,42       |
| Votants              | Votants          | Votants     | Votants     | 12 964       | 53,8         | 13 153      | 54,58       |
| Blancs               | Blancs           | Blancs      | Blancs      | 369          | 2,85         | 744         | 5,66        |
| Nuls                 | Nuls             | Nuls        | Nuls        | 182          | 1,4          | 392         | 2,98        |
| Exprimés             | Exprimés         | Exprimés    | Exprimés    | 12 413       | 95,75        | 12 017      | 91,36       |
| * conseiller sortant |                  |             |             |              |              |             |             |